# Zəyəm Cırdaxan
Zəyəm Cırdaxan è un comune dell'Azerbaigian situato nel distretto di Şəmkir.